# Istrische kalksteen

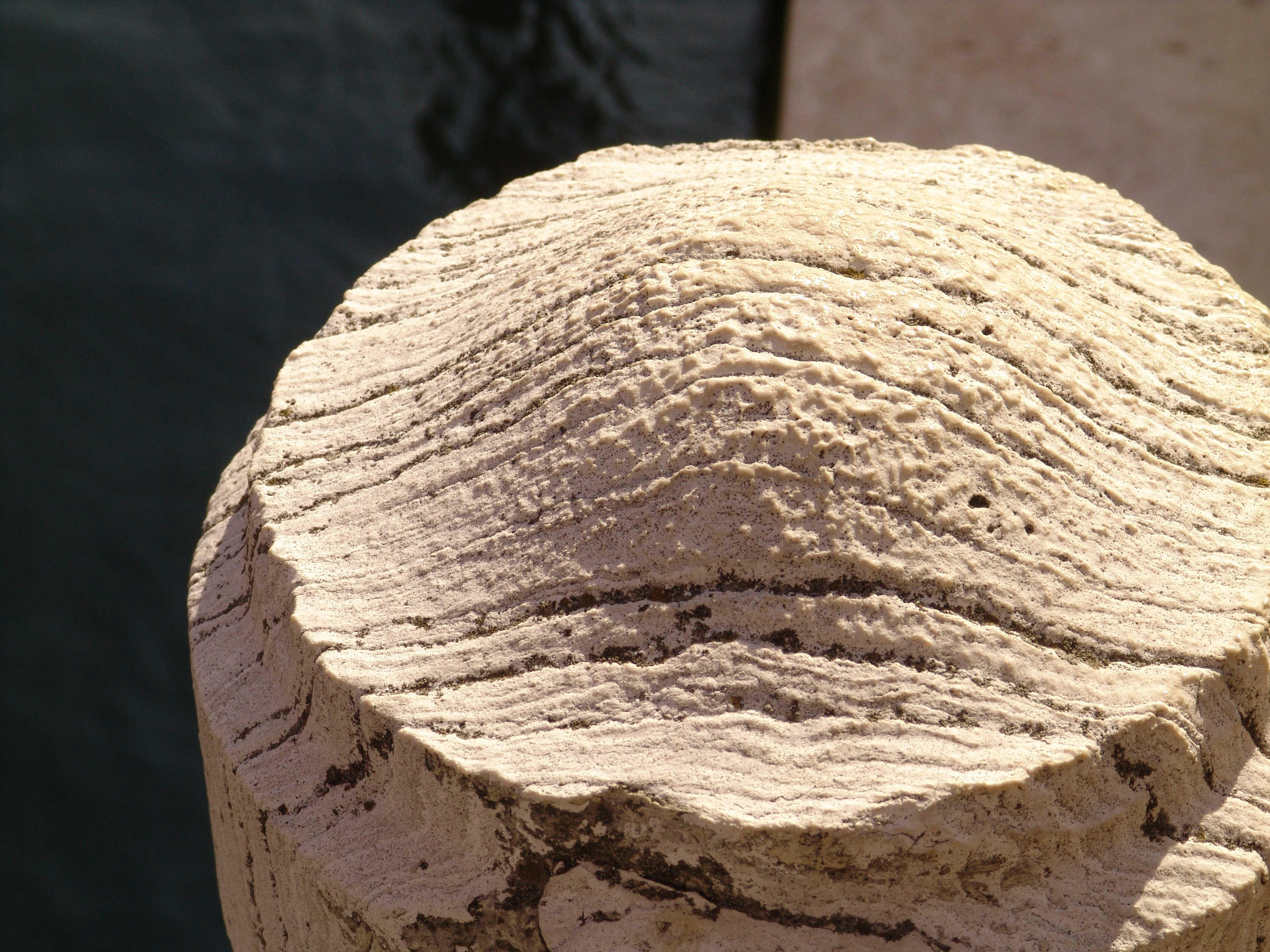
Verweerd Istrisch kalksteen in Venetië

Istrische kalksteen (ook wel Istrisch steen genoemd) is een dichte, harde vorm van kalksteen die afkomstig is uit de regio Istrië, in het huidige Kroatië, aan de oostkust van de Adriatische Zee.

## Kenmerken
Hoewel het technisch een kalksteen is en geen echte marmer, heeft Istrische kalksteen een vergelijkbare hardheid, dichtheid en uiterlijk. Het varieert in kleur van wit tot lichtgrijs en is vrijwel volledig waterdicht, waardoor het uitstekend geschikt is voor gebruik in vochtige of maritieme omgevingen.

## Gebruik in de bouw
De steen werd veelvuldig gebruikt in Venetië vanaf de Middeleeuwen en tijdens de renaissance, mede vanwege de nabijheid van Istrië tot Venetië en het gebrek aan lokaal bouwsteen op de eilanden van de Venetiaanse lagune.
Istrische kalksteen werd gebruikt voor de constructie van:
- Funderingen
- Gevels
- Trappen
- Bruggen
- Decoratieve elementen

Dankzij zijn duurzaamheid bleef het materiaal lang in goede staat, zelfs onder invloed van zout water en vochtigheid.

## Bekende toepassingen
De steen is onder andere te vinden in:
- Basiliek van San Marco (Venetië)
- Dogepaleis (Venetië)
- Bruggen over de Canal Grande
- Veel kerken en paleizen in Venetië en andere kuststeden in de Adriatische regio

## Historische context
De winning van Istrische kalksteen gaat terug tot de tijd van het Romeinse Rijk. In de renaissance werd het materiaal een integraal onderdeel van de Venetiaanse architectuur, mede door architecten als Mauro Codussi en later Andrea Palladio.